# Filip Trojan
Filip Trojan est un footballeur tchèque né le 21 février 1983 à Třebíč.

## Palmarès

### En club
- VfL Bochum
  - Vainqueur de la 2e Bundesliga : 2006
- MSV Duisbourg
  - Finaliste de la Coupe d'Allemagne : 2011

### En sélection
- Tchéquie
  - Vainqueur du Championnat d'Europe espoirs : 2002